# 1587
Năm 1587 (số La Mã: MDLXXXVII) là một năm thường bắt đầu vào thứ năm trong lịch Gregory (hoặc một năm thường bắt đầu vào Chủ Nhật của lịch Julius chậm hơn 10 ngày).

## Mất
- Mary I của Scotland